# Cygames
Cygames, Inc. (Nhật: 株式会社Cygames Hepburn: Kabushiki gaisha Saigēmusu) là một công ty Nhật Bản chuyên phát triển trò chơi điện tử được thành lập vào năm 2011 bởi CyberAgent. Công ty DeNA đã mua lại 24% cổ phần của Cygames vào năm 2012, sau đó là Nintendo với 5% cổ phần, 69% cổ phần còn lại là của CyberAgent, vì vậy đây là công ty mẹ của Cygames. Sản xuất trò chơi điện tử trên nền tảng di động vẫn là thế mạnh của công ty từ khi thành lập cho tới giờ. Trụ sở của công ty được đặt tại Tokyo và có các chi nhánh khác tại Ōsaka, Saga ở Nhật Bản và Seoul ở Hàn Quốc.
Một số trò chơi mà công ty này đã sản xuất bao gồm Rage of Bahamut (2011), The idolmaster Cinderella Girls (hợp tác với Bandai Namco Entertainment, 2011), Granblue Fantasy (2014) và Shadowverse (2016). Công ty bắt đầu sản xuất các tựa game cho nền tảng Console vào năm 2015. Vào năm 2016 công ty còn cho thành lập thêm một công ty con với tên là CygamesPictures hoạt động trong lĩnh vực sản xuất Anime. Ngoài ra công ty con này còn cho sản xuất và xuất bản các bộ Manga, bài hát,...

## Lịch sử
Cygames được thành lập vào năm 2011 bởi CyberAgent, một công ty Nhật Bản hoạt động trong lĩnh vực dịch vụ trang web. Vào năm 2012, DeNA đã mua lại 24% cổ phần của Cygames. Không lâu sau thì công ty đã được Gamasutra bình chọn là một trong mười công ty phát triển trò chơi điện tử của năm.
Vào tháng 6 năm 2012, Cygames thành lập CyDesignation, một công ty hoạt động trong lĩnh vực thiết kế,minh họa và phát triển Trò chơi điện tử.
Tháng 3 năm 2016, Cygames tuyên bố thành lập một công ty sản xuất Anime riêng của mình lấy tên là CygamesPictures.
Tháng 6 năm 2016, Cygames mua lại các tựa game và nền của studio Kusanagi.
Trong năm 2016, Cygames thông báo họ đang phát triển một tựa game tên Project Awakening dành cho hệ máy Console cũng như việc chi nhánh ở Ōsaka sẽ tập trung vào phát triển game dành cho Console.
Tháng 5 năm 2017, Cygames và Kōdansha đã thông báo rằng cả hai sẽ hợp tác và cho ra mắt một thương hiệu mới có tên là Cycomi. Công ty này sẽ chủ yếu phân phối các ấn bản Manga do Kōdansha phát hành từ Cygames.
Ngày 8 tháng 6 năm 2017, Cygames cùng với công ty mẹ là CyberAgent thông báo rằng họ đã thành lập một quỹ Anime với số tiền khoảng 3 tỷ Yên để sản xuất và phát triển các bộ Anime.
Năm 2017, Cygames thành lập một đội thể thao điện tử riêng của mình, các thành viên bao gồm Umehara Daigo, Snake Eyes (G.I. Joe) và PR Balrog là những người chơi tựa game Street Fighter. Từ năm 2017 thì Cygames đã trở thành nhà tài trợ chính thức cho Juventus F.C.. Tháng 4 năm 2018, công ty hợp tác với Nintendo phát triển một tựa game tên Dragalia Lost, để thuận tiện cho việc hợp tác giữa 2 công ty thì Nintendo đã mua 5% cổ phần của Cygames.
Tháng 5 năm 2018, Cygames thông báo thành lập một công ty con hoạt động trong lĩnh vực sản xuất âm nhạc tên Cymusic.